# Avianca Aerotaxi
Avianca Aerotaxi (o solamente Aerotaxi) fue una aerolínea colombiana subsidiaria de Avianca que operaba bajo una modalidad no regular. Se fundó en 1948 con la iniciativa de prestar servicio a las comunidades más remotas del país.

## Historia
Aerotaxi fue fundada por el grupo Avianca el 16 de agosto de 1948 con el objetivo de incorporar a comunidades remotas que no poseían aeródromos por medio del sistema de taxi aéreo. Se inició con una flota de aviones Cessna 195, cada uno destinado a una región diferente. En ese momento se comenzaron a adecuar aeródromos pequeños para las operaciones de Aerotaxi. Se ubicó como centro principal de operaciones a Medellín, y como secundarios a Barranquilla, Cali, Montería, Neiva y Villavicencio. Luego de los Cessa, de adquirieron aviones Noorduyn Norseman, que luego fueron reemplazados por De Havilland Canada Beaver
Sin embargo, entre 1952 y 1957 ocurrieron alrededor de ocho siniestros con aeronaves de Aerotaxi, la mayoría con sus aeronaves Cessna.
Para finales de los años cincuenta se habían construido varios aeródromos para operar casi 250 rutas, para lo que se contaba con varios centros de operaciones, los cuales se comunicaban con las rutas troncales de Avianca. En los años sesenta Aerotaxi se expandió rápidamente, operaba regularmente a más de 90 comunidades en Colombia. En ese momento, el transporte de correo y carga crecía a una tasa mayor que el de pasajeros.
En 1966 llegaron los Beechcraft B-80, que fueron asignados a las rutas más operadas. Luego, los Lockheed Constellation que habían sido retirados de la flota de Avianca pasaron a Aerotaxi y se comenzaron a reemplazar los aviones monomotor por aviones bimotor. Avianca también había cedido algunas rutas a Aerotaxi.
Para ampliar la capacidad financiera de la aerolínea, se aumentó la capital social y se cambió el nombre de la empresa a Aerovías Regionales de Colombia S.A. Pero los resultados financieros fueron desastrosos debido a las nuevas aerolíneas regionales. Además, se habían mejorado las instalaciones en los aeródromos, lo que hizo posible que las grandes aerolíneas volaran a ellos.
Por la competencia con las demás aerolíneas, se suspendieron varias rutas y luego, Avianca decidió liquidar a la empresa. Pero antes de eso debía haber un plan alternativo para las comunidades que utilizaban el servicio de Aerotaxi. Para ello, se transfirió el personal y las aeronaves a otras empresas regionales. La liquidación de Aerotaxi finalizó en 1974.

## Destinos
Aerotaxi operó a varios destinos, la gran mayoría eran comunidades aisladas y remotas sin la posibilidad del transporte aéreo. Aerotaxi dio inicio a la creación de aerolíneas regionales en el territorio nacional. Gracias a ella, se construyeron aeropuertos que luego fueron modernizados para la operación de aeronaves de gran tamaño.

## Flota
- Beechcraft B-80
- Cessna 195
- De Havilland Canada DHC-2 Beaver
- Lockheed Constellation
- Noorduyn Norseman